# 梅田新道

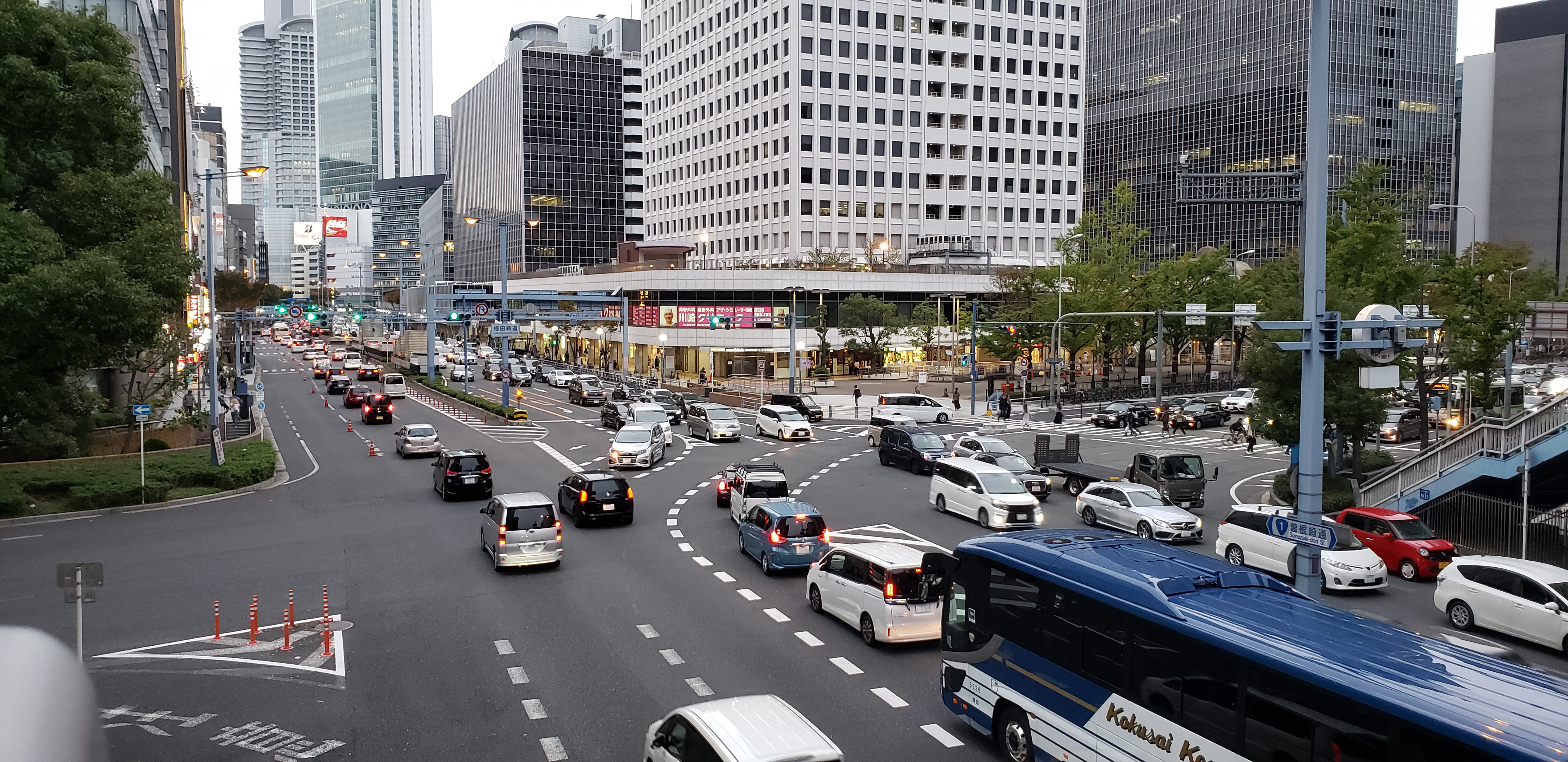
梅田新道交差点 右奥のビルは大阪駅前第3ビル。手前側が国道1号、向こう側が国道2号

梅田新道（うめだしんみち）は、かつて大阪府大阪市北区梅田の大阪駅前交差点から同市東区（現・中央区）の淀屋橋交差点にかけて敷設された道路。現在は大阪随一のメインストリートである御堂筋の一部区間になっている。
梅田新道交差点や銀行の支店名などにその名を残す。現在では「梅田新道」といえば、国道1号の終点・国道2号の起点である「梅田新道交差点」を指すことがほとんどである。

## 概要
1901年（明治34年）7月、大阪駅が現在地へ移転し、2年後の1903年には第5回内国勧業博覧会が天王寺・今宮で開催されることが決定したことから、大阪市の北部と南部を結ぶ交通網の充実が求められるようになった。このことから、大阪駅から堂島川に架かる大江橋を結ぶ道が作られたのがその始まりである。
　

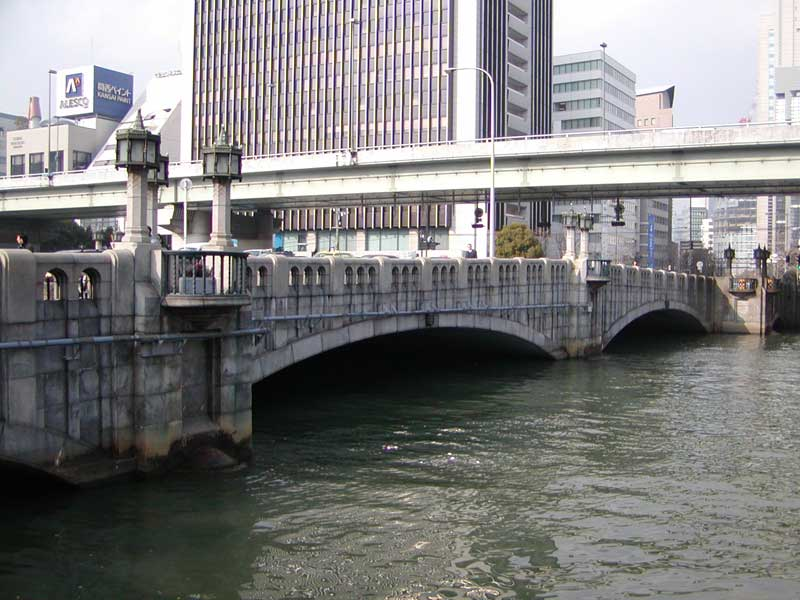
現在の大江橋

「梅田新道」の名は、1874年に初代の大阪駅が現在地より西にできた際、鉄道と水運を結ぶために梅田入堀川（現・阪神高速11号池田線）の場所に1878年の入堀川開削に先んじて道ができ、これを梅田道と呼んでいることによる。この梅田道に対して、初代よりも東に移転した新たな大阪駅につながる道として「梅田新道」と呼ばれた。一部区間は露天神社（お初天神）の南から蜆橋（曽根崎川）・大江橋（堂島川）・淀屋橋（土佐堀川）を渡って船場へ出る既存の道を利用している。両側にはわらじ屋や荷馬車用の提灯、ローソクなどを売っている店があったという。
1910年から1911年にかけて大阪市電南北線支線・堺筋線建設のため、架け替えられた大江橋・淀屋橋を含めて12間幅に拡幅された。これより以前、1909年に北の大火が発生し、瓦礫の埋立によって曽根崎川と蜆橋が姿を消した。また、梅田新道の拡幅と並行して1911年から1912年にかけて大阪市電曽根崎天満橋筋線・福島曽根崎線建設のため、焼け跡を利用して12間幅の東西幹線道路も敷設された。この東西幹線道路が現在の曽根崎通（国道1号・国道2号）で、梅田新道との交点、すなわち、現在の梅田新道交差点に「梅田新道停留場」が設置された。
1921年（大正10年）より御堂筋の拡幅を盛り込んだ第一次大阪都市計画事業が実施され、1926年（昭和2年）に大江橋北詰以北の区間が24間幅に拡幅された。市電敷設の際には道路と同じ幅で架け替えられた大江橋と淀屋橋だったが、1935年の架け替えではどちらも20間幅とやや狭いものとなった。御堂筋の拡幅は1937年に竣工し、梅田新道の名称は市電の停留場名および交差点名として残るに至った。なお、市電は1966年から1969年にかけて廃止されている。

### 現在
現在梅田新道自体は御堂筋の一部となっているが、今でも交差点の名や銀行の「梅田新道支店」表記などに、名残を留めている。

#### 銀行の支店名
- 三菱UFJ銀行梅田新道支店（現在は大阪営業部・大阪中央支店内に移転。2019年9月8日までは曽根崎一丁目にあった。旧三和銀行）

以下の銀行支店は現存しない。
- 三井住友銀行 梅田新道支店（旧住友銀行）
- 第一勧業銀行梅田新道支店（店舗統合後は大阪三菱ビルディングの北隣に無人出張所（みずほ銀行堂島支店梅田新道出張所）が存在したが、2005年撤退）
- 池田銀行 梅田新道支店（梅新東交差点北東にあった）
- 近畿大阪銀行 梅田新道支店（梅新東の交差点北西角にあった）

なお、梅田新道交差点北西角にある駅前第3ビルの1階に関西アーバン銀行（旧関西さわやか銀行、その前は旧幸福銀行）が存在したが、2016年2月にグランフロント大阪29階に移転した。支店名は梅田支店である。

#### 梅田新道バス停
- 大阪シティバス

四ツ橋筋が北向き一方通行、梅田新道以南が南向き一方通行なのでここには南行のバス停しかない。
- 8号系統　大阪駅前→梅田新道→淀屋橋→本町→心斎橋筋一丁目→なんば（引き続き、→JR難波駅前→四ツ橋→信濃橋→肥後橋→大阪駅前）
- 53号系統　大阪駅前→梅田新道→大江橋→渡辺橋→中之島四丁目→堂島大橋→船津橋（→土佐堀一丁目→堂島大橋→中之島四丁目→渡辺橋→桜橋→大阪駅前）
- 62号系統　（住吉車庫前 - 播磨町 - あべの橋 - 上本町六丁目 - 大阪城大手前 - 天満橋 - 淀屋橋 （東）→肥後橋→）大阪駅前→梅田新道→淀屋橋（東）（以降逆ルート）-住吉車庫前　大阪駅ループの系統のためほぼすべての便で大阪駅前を超えて梅田新道まで乗車できる。
- 88号系統　（天保山 - 地下鉄大阪港 - 地下鉄朝潮橋 - 港区役所前 - 境川 - 阪神九条 - 川口一丁目 - 肥後橋 - 桜橋→） 大阪駅前→梅田新道→淀屋橋（東）→肥後橋（以降逆ルート）-天保山　こちらもループの系統だが鶴町営業所と酉島営業所と共管のためループしない便もある。
- 56号系統・75号系統は梅田新道交差点で右折するためバスは来るが物理的に止まれない。上記88号系統も淀屋橋で右折するため次の大江橋・淀屋橋（市役所前）は止まれない。

- うめぐるバス（阪急バス）

阪急大阪梅田駅を起点としたループのバス。北行のバス停のみある。狭いエリアを走るのでルートは公式で確認してほしい。
- 近鉄バス（廃止）

廃止前は浜南口行のバスがほとんどだった。ほとんどのルートで大阪シティバス36号系統と同じだった。このひとつ前の大阪駅前（東梅田駅）は高速バス専用で現役である。

## 梅田新道交差点

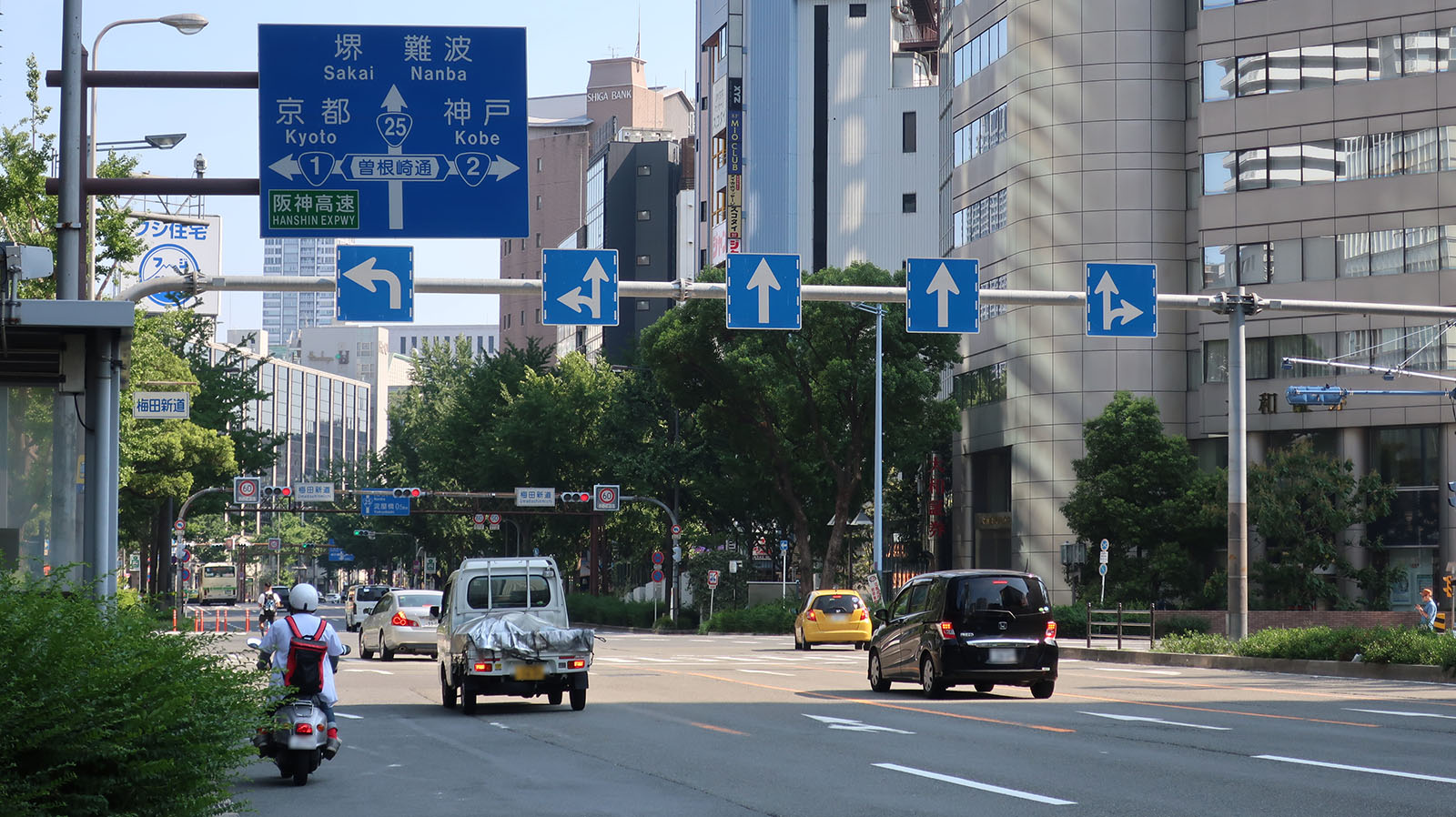
梅田新道交差点
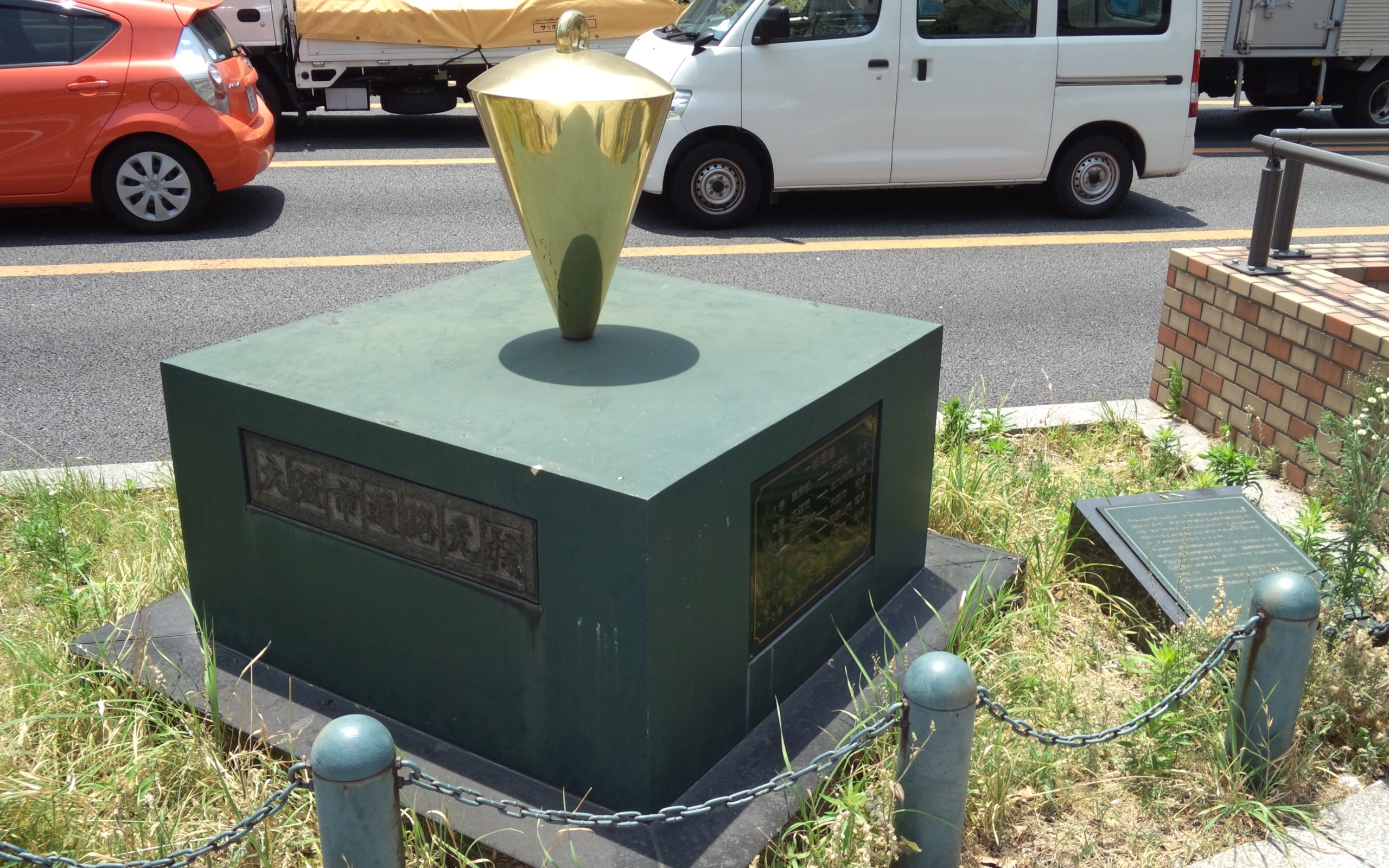
大阪市道路元標 交差点の北西の歩道にあるモニュメント
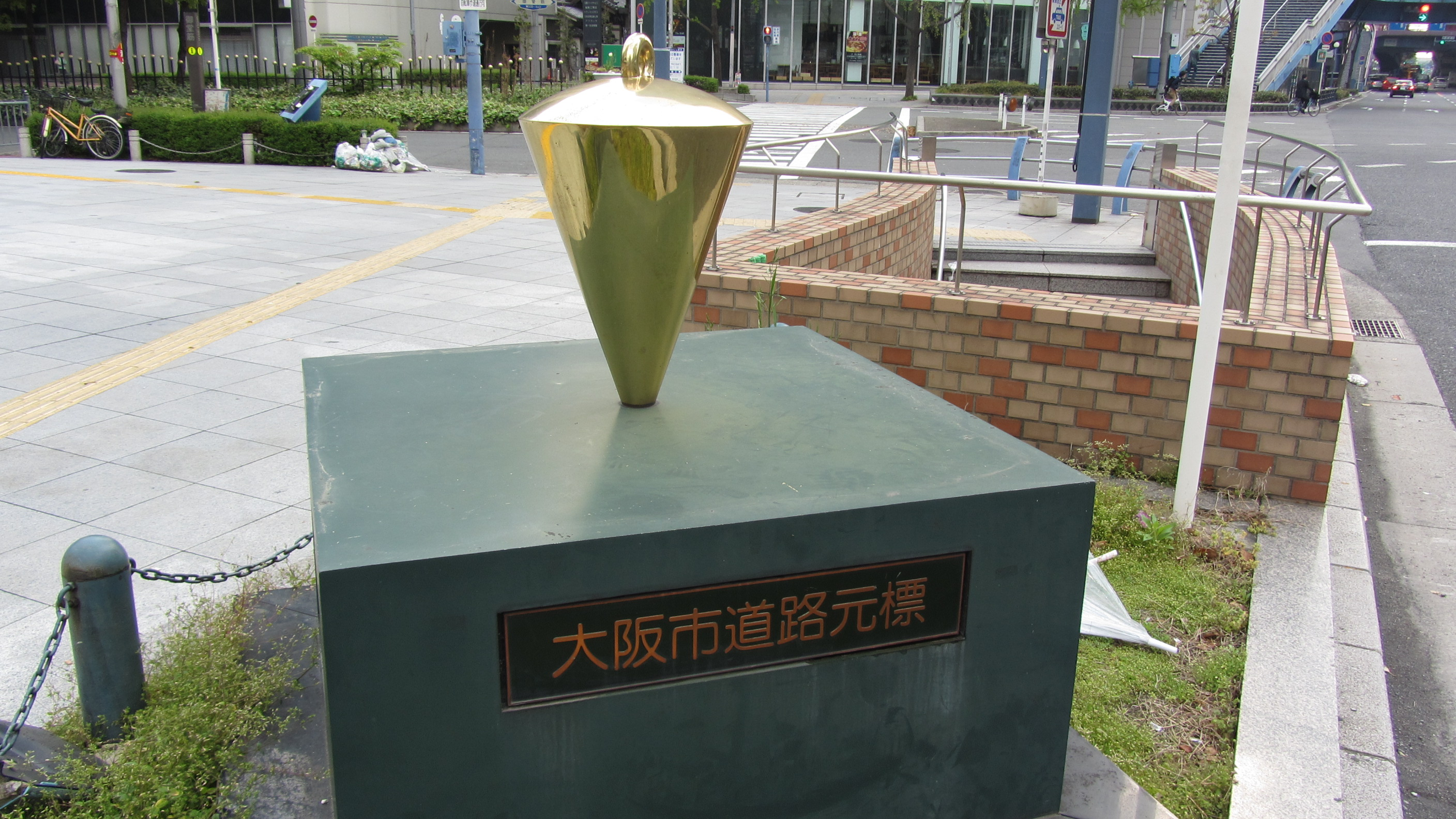
大阪市道路元標　(正面)
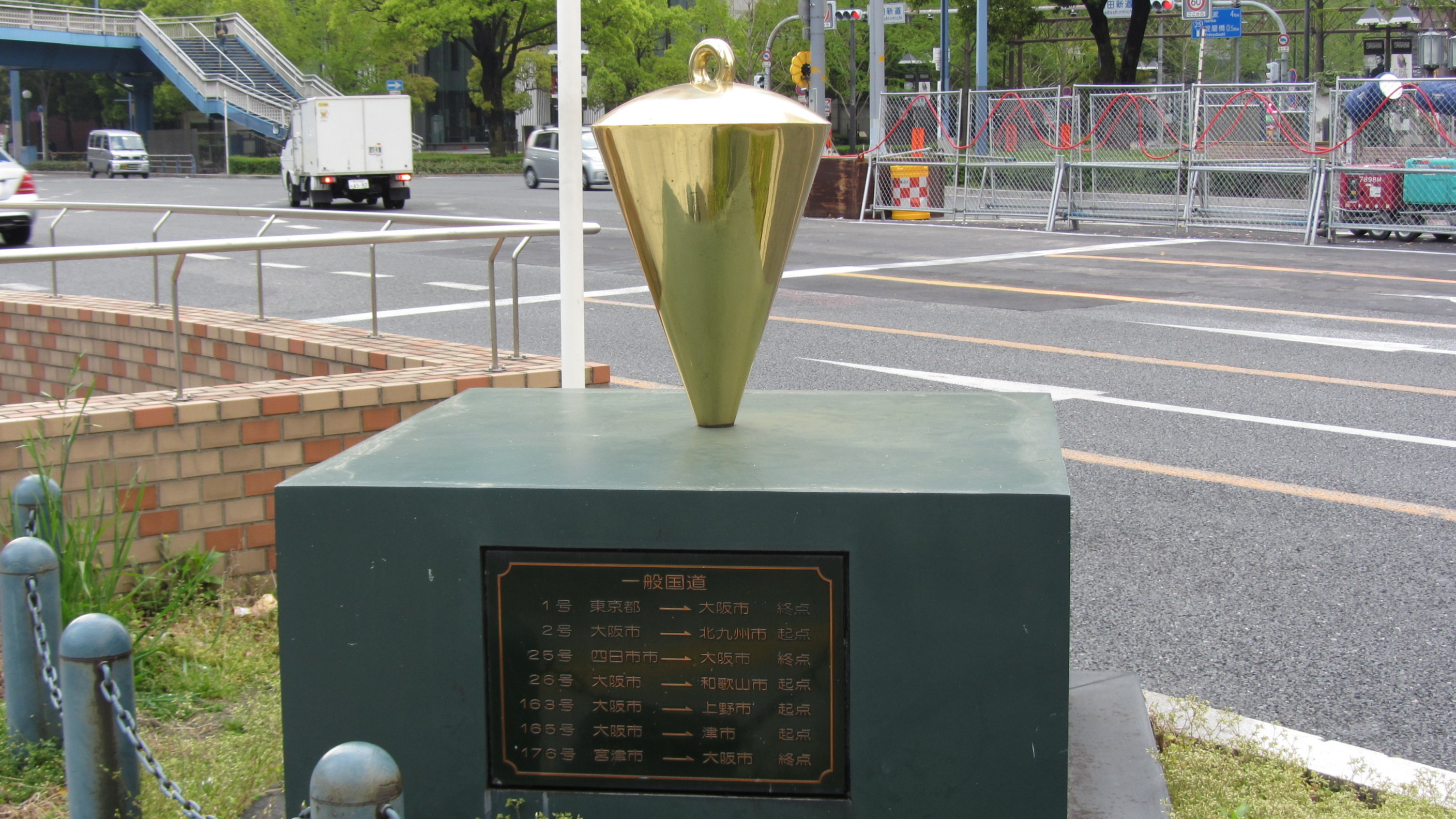
大阪市道路元標　(裏面)

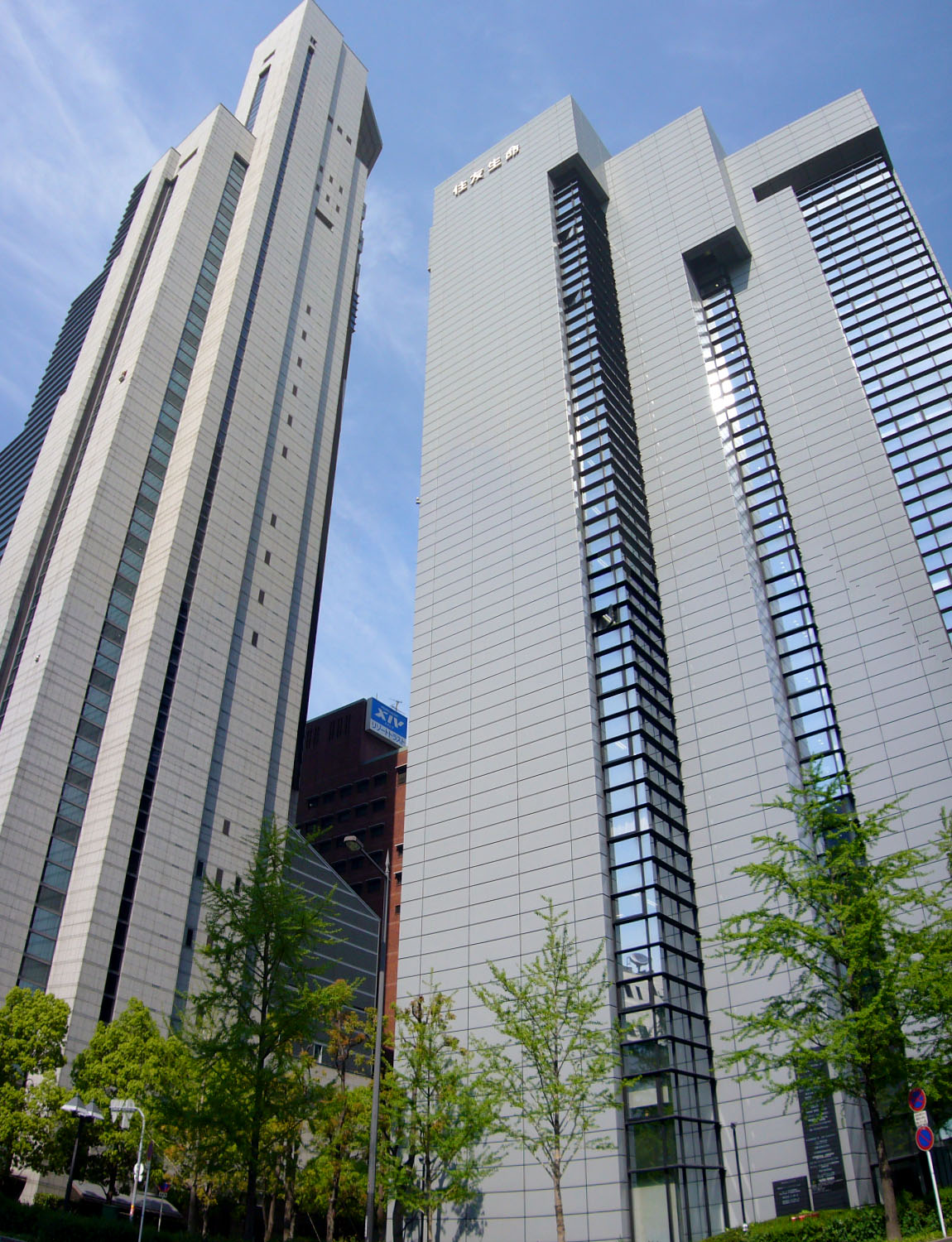
梅田新道交差点東南角のあいおいニッセイ同和損保フェニックスタワーと住友生命保険御堂筋ビル

梅田新道交差点（うめだしんみちこうさてん）とは、大阪市の御堂筋と曽根崎通の交点である。略して単に「梅田新道」あるいは「ウメシン」と呼ばれる事が多い。
国道1号と国道2号など7本の国道の結節点である。日本で唯一、4方向それぞれに国道1号・2号・25号・176号と見た目の上（実延長の区間）で異なる番号の国道が延びる交差点と言われており、これに重複して国道26号・163号・165号も梅田新道交差点に集まっている。
1952年（昭和27年）12月からは7本の国道の起点終点を示す道路元標が設置されている。明治時代より、大阪で最初に設置された道路元標の祖と言える里程元標は、梅田新道交差点の南東に位置する高麗橋東詰にあり、次い1933年（昭和8年）からは大阪市役所前に設置されていた。それが同年6月に現・道路法が公布され一級国道・二級国道により新しい国道番号を決めた直後に梅田新道交差点へと移されたものである。

ここより南、難波までは御堂筋の南行き一方通行である。東隣の交差点は「梅新東」（うめしんひがし）で、渋滞の先頭になることが多い交差点である。南隣の交差点は「梅新南」（うめしんみなみ）である。
交差点の地下には、Osaka Metro御堂筋線（御堂筋南北方向）とJR東西線（国道1号・2号東西方向）が交差し、Osaka Metro谷町線がこの交差点を曲がっている（御堂筋北 - 国道1号東方向）。

### 梅田新道交差点を終点とする国道
- 国道1号（起点: 東京都中央区日本橋）[7]
- 国道25号（起点: 三重県四日市市）[7]
- 国道176号（起点: 京都府宮津市）[7]

### 梅田新道交差点を起点とする国道
- 国道2号（終点: 福岡県北九州市門司区）[9]
- 国道26号（終点: 和歌山県和歌山市）[9]
- 国道163号（終点: 三重県津市）[9]
- 国道165号（終点: 三重県津市）[9]